# Cuneo
Cuneo (francouzsky, piemontsky, okcitánsky a portugalsky Coni) je italské město v oblasti Piemont, hlavní město stejnojmenné provincie. Bylo založeno v roce 1198 v „klíně“ (italsky cuneo) mezi řekami Stura a Gesso. Je obsluhováno letištěm Cuneo-Levaldigi.

## Části obce
San Rocco Castagnaretta, Madonna dell'Olmo, Madonna delle Grazie, Passatore, San Benigno, San Pietro del Gallo, Cerialdo, Borgo San Giuseppe, Confreria, Roata Canale, Spinetta, Bombonina, Tetti Pesio

## Sousední obce
Boves, Cervasca, Vignolo, Beinette, Peveragno, Castelletto Stura, Caraglio, Tarantasca

## Vývoj počtu obyvatel
Počet obyvatel

## Osobnosti města
- Matteo Ceirano (1870 – 1941), podnikatel, zakladatel několika automobilek

## Partnerská města
- Fürstenberg/Havel, Německo
- Nizza, Francie
- Richard Toll, Senegal
- Santa Fe, Argentina